# Asuridia ridibunda
Asuridia ridibunda är en fjärilsart som beskrevs av Pieter Cornelius Tobias Snellen 1904. Asuridia ridibunda ingår i släktet Asuridia och familjen björnspinnare. Inga underarter finns listade i Catalogue of Life.